# Setaria verticillata
Setaria verticillata là một loài thực vật có hoa trong họ Hòa thảo. Loài này được (L.) P.Beauv. miêu tả khoa học đầu tiên năm 1812. Nó là loài bản địa Châu Âu. Đây là loài cỏ hàng năm với thân rủ hoặc thẳng có chiều dài hơn một mét.
Hạt của loài được dùng làm bia ở Nam Phi và cháo đặc ở Namibia. Đây được xem là thực phẩm cứu đói ở Ấn Độ.

## Hình ảnh

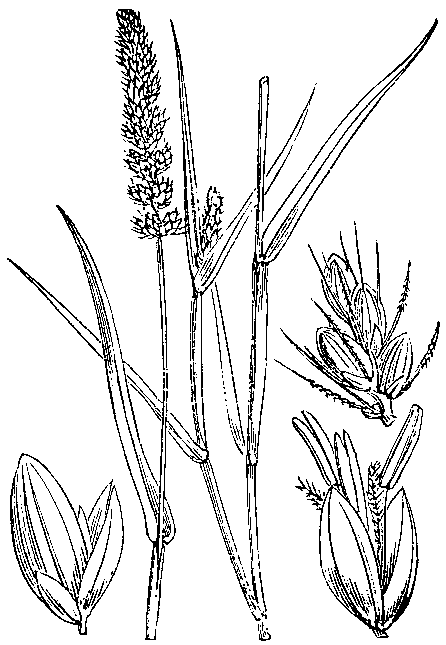
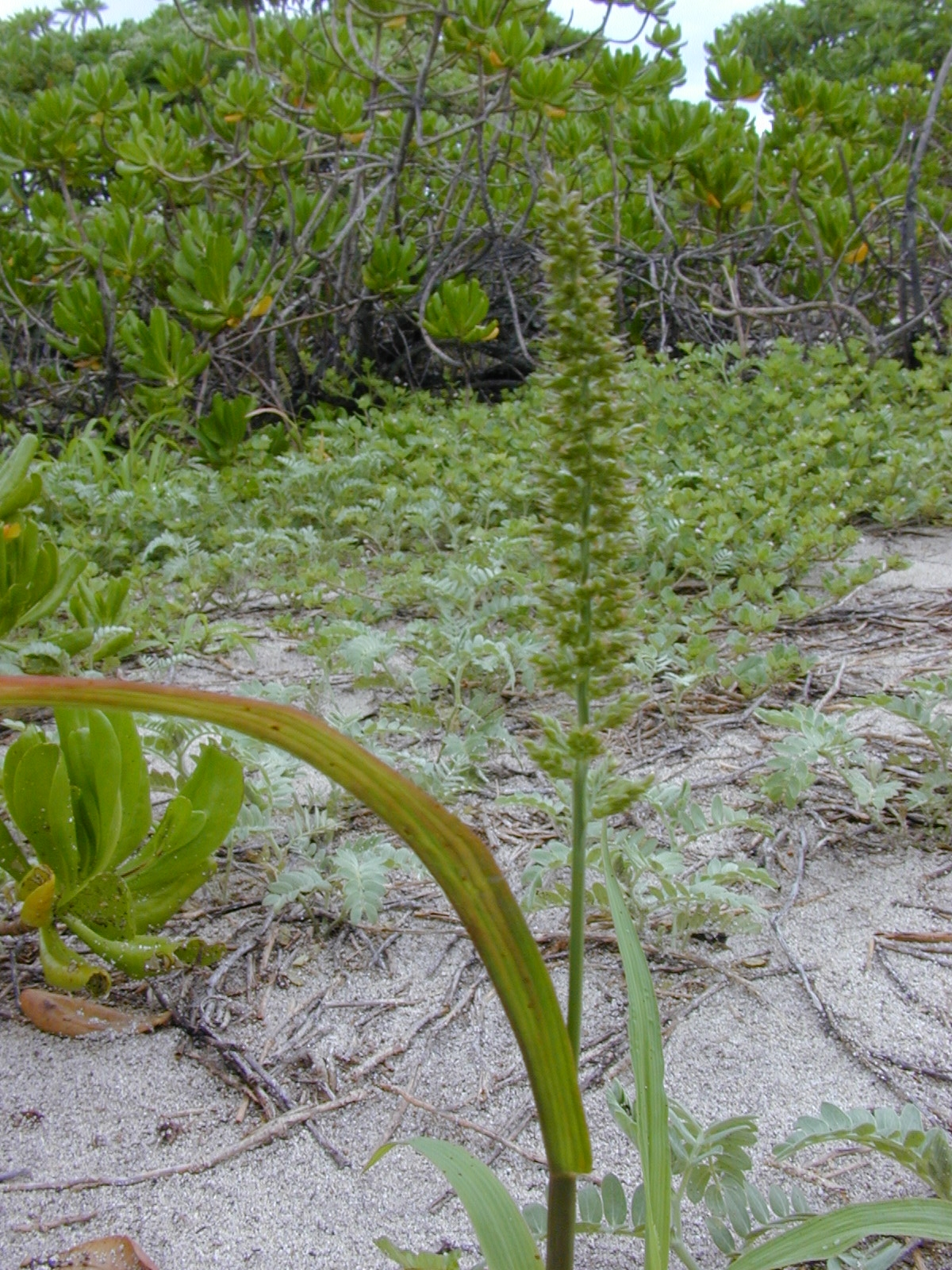
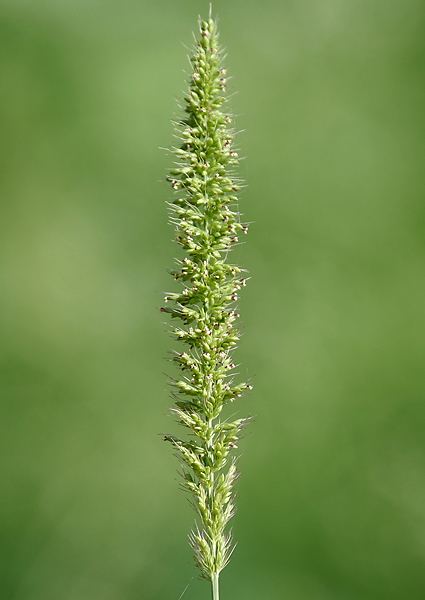
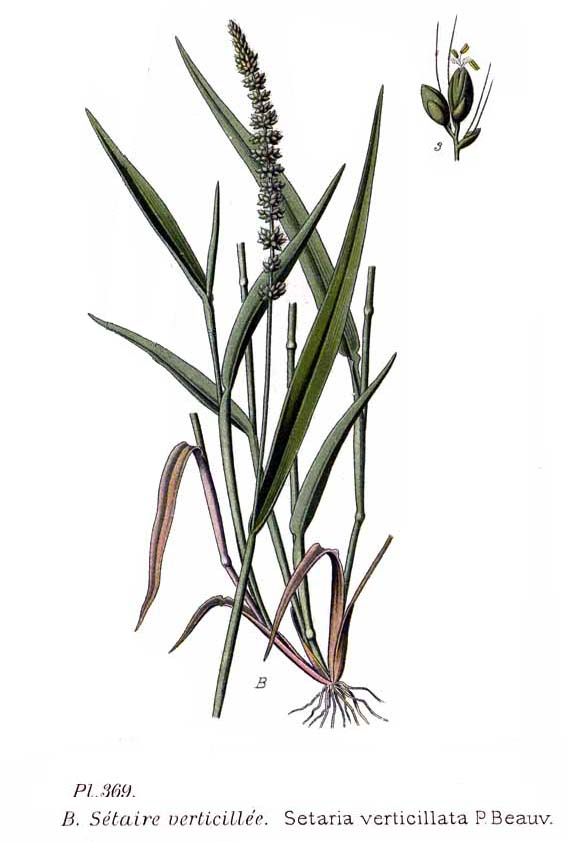